# Корчманово
Корчманово — деревня в Рузском районе Московской области, входящая в сельское поселение Колюбакинское. Население 3 человека на 2006 год. До 2006 года Корчманово входило в состав Барынинского сельского округа
Деревня расположена в северо-восточной части района, примерно в 9 километрах на северо-восток от Рузы, высота центра над уровнем моря 245 м. Ближайшие населённые пункты — Вишенки в 1 км на северо-запад и Аннино — в 2,5 км на северо-восток.